# 1re série 1950/51
Die Saison 1950/51 war die 29. Spielzeit der 1re série, der höchsten französischen Eishockeyspielklasse. Meister wurde zum insgesamt zweiten Mal in der Vereinsgeschichte der Racing Club de France.

## Modus
In der Hauptrunde wurde die Liga in zwei Gruppen aufgeteilt (Paris/Alpes). Die beiden Erstplatzierten der Gruppe Baris sowie die beste Mannschaft der Gruppe Alpes qualifizierten sich für die Finalrunde, in der der Meister ausgespielt wurde. Für einen Sieg erhielt jede Mannschaft zwei Punkte, bei einem Unentschieden gab es ein Punkt und bei einer Niederlage null Punkte.

## Hauptrunde

### Gruppe Paris
|    | Klub                  |
| -- | --------------------- |
| 1. | Racing Club de France |
| 2. | CO Billancourt        |
| 3. | Paris Université Club |

Sp = Spiele, S = Siege, U = Unentschieden, N = Niederlagen

### Gruppe Alpes
|    | Klub                       |
| -- | -------------------------- |
| 1. | Chamonix Hockey Club       |
| 2. | Diables Rouges de Briançon |

Sp = Spiele, S = Siege, U = Unentschieden, N = Niederlagen

## Finalrunde
|    | Klub                  | Sp | S | U | N | T  | GT | Punkte |
| -- | --------------------- | -- | - | - | - | -- | -- | ------ |
| 1. | Racing Club de France | 2  | 1 | 1 | 0 | 14 | 8  | 3      |
| 2. | Chamonix Hockey Club  | 2  | 1 | 1 | 0 | 13 | 9  | 3      |
| 3. | CO Billancourt        | 2  | 0 | 0 | 2 | 5  | 15 | 0      |

Sp = Spiele, S = Siege, U = Unentschieden, N = Niederlagen